# 巴格達空軍體育會
巴格達空軍體育會（阿拉伯语：نادي القوة الجوية الرياضي，直译：Air Force Sports Club）是一家位于伊拉克巴格达的体育俱乐部，以其足球队最为著名，参与伊拉克足球超级联赛。
于1931年，空军俱乐部成立，是伊拉克现存历史最为悠久的足球俱乐部。空军俱乐部是最为成功的足球俱乐部之一，共10次夺得联赛冠军。空军俱乐部曾4次夺得伊拉克足协杯，于1996－97赛季曾经夺得四冠王。此外，空军俱乐部亦是2016年亞洲足協盃的冠军。自2002年以来，巴格达空军共三次进军亚足联冠军联赛正赛。

## 榮譽
- 亞洲足協盃（3）：2016年, 2017年, 2018年
- 伊拉克足球超級聯賽（7）：1974–75球季, 1989–90球季, 1991–92球季, 1996–97球季, 2004–05球季, 2016–17球季, 2020–21球季
- 伊拉克足總盃（5）：1977–78球季, 1991–92球季, 1996–97球季, 2015–16球季, 2020–21球季